# Acrocercops cissiella
Acrocercops cissiella är en fjärilsart som beskrevs av August Busck 1934. Acrocercops cissiella ingår i släktet Acrocercops och familjen styltmalar.
Artens utbredningsområde är Kuba. Inga underarter finns listade i Catalogue of Life.